# Лінда Озола
Лінда Озола (латис. Linda Ozola; нар. 2 жовтня 1979) — латиський філолог, перекладач і політик. Депутат Ризької міської ради та заступник голови міської ради, обрана від списку «Консерваторів», але вийшла з партії. Депутат 13 Сейму Латвії.

## Біографія
У 2001 році здобула ступінь бакалавра англо-норвезької філології в Латвійському університеті. У 2011 році отримала ступінь магістра з усного конференц-перекладу в Латвійському університеті.

## Політична діяльність
На муніципальних виборах 2017 року Л. Озола обрана до Ризької міської ради від Нової консервативної партії.
На виборах до Сейму 2018 року обрана до 13-го Сейму. У 2019 році невдало балотувалася на виборах до Європарламенту. У жовтні 2019 року громадське обурення викликав пост у Twitter про те, що вона перебувала у Туреччині під час військового нападу Туреччини на Сирію.
У 2020 році склала повноваження депутата Сейму після обрання до Ризької міської ради на позачергових виборах. Вона також стала одним із трьох віце-мерів — заступників голови міської ради Мартіньша Стакіса. Вона також є головою комітету з безпеки, порядку та запобігання корупції Ризької міської ради та членом комітету з соціальних питань.
У січні 2023 року оголосила про свій вихід із партії «Консерваторів», але пізніше разом із колишніми депутатами фракції «Консерватори» Ризької міськради Янісом Озолою та Девісом Сталта, а також безпартійним Марі Мічеревським входила до складу фракції «Код для Риги» Ризької міської ради.